# Soustons
Soustons is een gemeente in het Franse departement Landes (regio Nouvelle-Aquitaine). De gemeente telde 8.445 inwoners op 1 januari 2022. De plaats maakt deel uit van het arrondissement Dax.

## Geografie
De oppervlakte van Soustons bedroeg op 1 januari 2022 100,38 vierkante kilometer; de bevolkingsdichtheid was toen 84,1 inwoners per km².
De gemeente heeft een kustlijn van zes km. Aan de kust achter de duinen en tussen Soustons-Plage en buurgemeente Vieux-Boucau-les-Bains ligt het Meer van Port d’Albret (of Lac Marin). Landinwaarts zijn er 7.000 ha bossen. Bij het centrum van de gemeente ligt het Grand Lac. Daarnaast ligt de Étang de Pinsolle en verder naar het zuiden op de grens met Seignosse liggen nog twee meren: Étang Blanc en Étang d’Hardy.
De onderstaande kaart toont de ligging van Soustons met de belangrijkste infrastructuur en aangrenzende gemeenten.

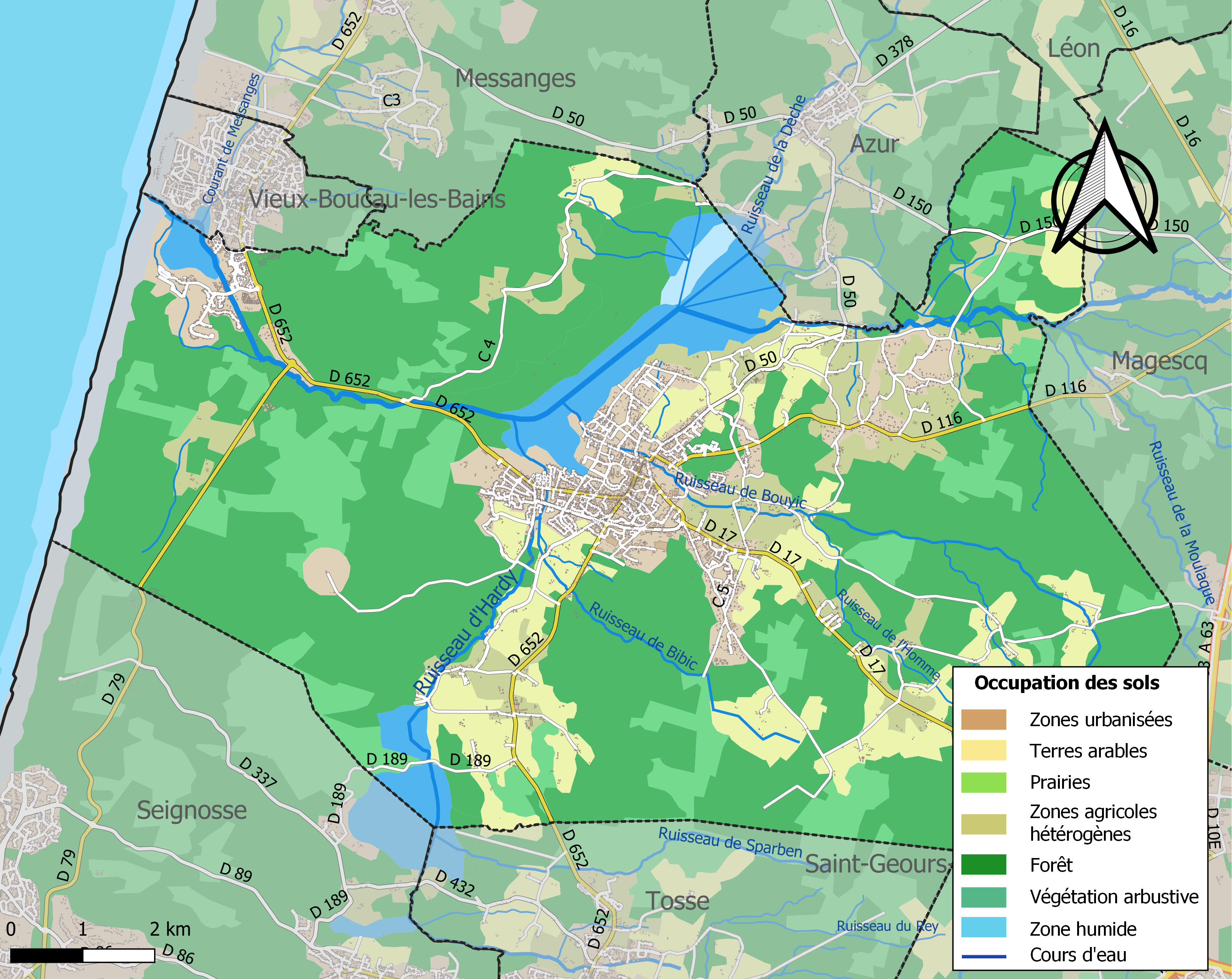

## Demografie
Onderstaande figuur toont het verloop van het inwonertal (bron: INSEE-tellingen).

## Bezienswaardigheden
Het gemeentelijk theater dateert uit 1933 en werd gebouwd in Art decostijl.
De neogotische kerk heeft een toren van 35 meter hoog.
Bij het meer staat een standbeeld van François Mitterrand uit 1996. De voormalige president staat er afgebeeld met zijn labrador Baltic.
Verder zijn er het Château de La Pandelle en het Musée des vieux outils met werktuigen van oude beroepen.

## Sport
Het rugbystadion Stade Rémy Goalard werd ingehuldigd in 1938.
In 1913 werd een nieuwe stierenarena gebouwd, die een oudere houten versie verving: Arènes Henri Canelas.